# پایگاه هوایی استپ
پایگاه هوایی استپ (به انگلیسی: Step (air base)) یک فرودگاه است که یک باند فرود بتن دارد و طول باند آن ۲۵۰۰ متر است. این فرودگاه در کشور روسیه قرار دارد .